# 贝代
贝代（法語：Bédée，法語發音：[bede]）是法国伊勒-维莱讷省的一个市镇，位于该省西部，属于雷恩区。

## 地理
贝代（48°10'46"N, 1°56'39"W）面积38.95 平方千米，位于法国布列塔尼大區伊勒-维莱讷省，该省份为法国西北部沿海省份，位于布列塔尼半岛东部，北濒大西洋，西接阿摩尔滨海省和莫尔比昂省，南至大西洋卢瓦尔省，西南端接曼恩-卢瓦尔省，东临马耶讷省，东北与芒什省接壤。
与贝代接壤的市镇（或旧市镇、城区）包括：伊罗杜埃、拉努艾、默河畔蒙福尔、布勒泰伊、伊方迪克、布列塔尼地区蒙托邦、普勒姆勒克、罗米耶、滨湖拉沙佩勒迪卢。

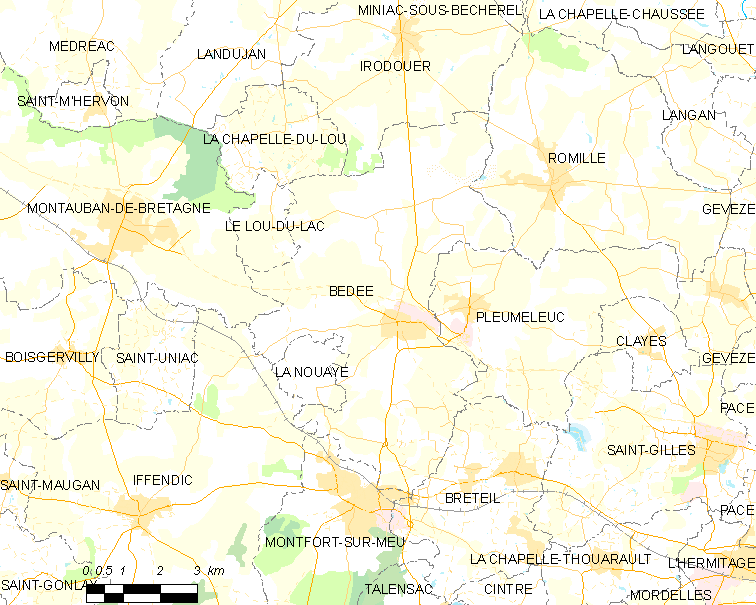
贝代的OSM定位图

贝代的时区为UTC+01:00、UTC+02:00（夏令时）。

## 行政
贝代的邮政编码为35137，INSEE市镇编码为35023。

## 政治
贝代所属的省级选区为默河畔蒙福尔县。

## 人口

1962-2008年间贝代人口变化图示

贝代于2022年1月1日时的人口数量为4571人。